# Gabrius toxotes
Gabrius toxotes – gatunek chrząszcza z rodziny kusakowatych i podrodziny kusaków.
Gatunek ten opisany został po raz pierwszy w 1913 roku przez Normana Humberta Joya. Jako lokalizację typową wskazano „Dalmację”.
Chrząszcz o wydłużonym ciele długości od 3,8 do 4 mm. Ubarwienie ma czarne lub brunatnoczarne z wyraźnie rozjaśnionymi tylnymi krawędziami tergitów odwłoka i żółtobrunatnymi odnóżami z wyjątkiem zaczernionych goleni tylnej ich pary. Głowa jest mała, niewiele dłuższa niż szersza. Czoło zaopatrzone jest w poprzeczny szereg czterech punktów, z których dwa środkowe wysunięte są ku przodowi w sposób niewyraźny. Skronie są dwukrotnie dłuższe od oczu i mają kształt zaokrąglony. Przedostatni człon czułków ma szerokość nie większą od długości. Przedplecze nie jest wyraźnie ku przodowi zwężone i ma rzędy grzbietowe zawierające sześć punktów. Pokrywy mają szew o długości niemal równej długości przedplecza. Samiec odróżnia się od bardzo podobnego G. appendiculatus genitaliami o węższym i mającym bardziej równoległe boki edeagusie.
Owad palearktyczny, w Europie znany m.in. z Wielkiej Brytanii (Anglii), Francji, Belgii, Holandii, Niemiec, Szwajcarii, Austrii, Włoch, Czech, Słowacji, Węgier, Chorwacji, Rumunii i europejskiej części Rosji. Poza Europą występuje na Syberii i Dalekim Wschodzie.